# Бир Тавил
Бир Тавил (на арабски: بيرطويل; в превод означава кладенец) е територия, граничеща с Египет на север, а на запад, юг и изток – със Судан. И двете държави се отказват от териториални претенции спрямо Бир Тавил, което прави тази територия terra nullius или в превод от латински „ничия земя“. Освен с уникалния си статут интересно е и това, че въпреки своята трапецовидна форма, понякога е наричан „Триъгълника Бир Тавил“.

## География
Общатата площ на територията е 2060 км². В северната ѝ част е разположена планината Джабал Тавил, с надморска височина 459 метра; в източната – Джабал Хазар аз-Зарка (662 метра), а в южната – сухото речно корито Уади Таувл. Територията няма постоянно население.

## История
Според съглашението от 1899 година за англо-египетски кондоминиум на Судан границата между Египет и Судан е прокарана по 22-рия паралел. През 1902 година обаче Великобритания определя нова „административна граница“ независимо от договорената вече политическа граница, в резултат на която Халаибският триъгълник е предаден под управлението на суданската администрация. Едновременно с това Бир Тавил е предаден под управлението на Египет, тъй като територията му е използвана за пасище от племето абабда, живеещо главно на египетска територия.
След като и двете страни стават независими Халаибският триъгълник остава под контрола на Судан, а Бир Тавил – под египетско управление. На 1 февруари 1958 година Египет иска от Судан връщането на границата им от 1899, т.е. Халаибския триъгълник да бъде отново включен в територията му, в замяна на което Египет се отказва от претенции над Бир Тавил. Судан не се съгласява да отстъпи триъгълника и признава границата от 1902 година. Така възниква уникална ситуация – и двете държави, граничещи с Бир Тавил, не го смятат за своя територия.